# 鹿島橋 (富士川)
鹿島橋（かしまばし）は、山梨県南巨摩郡富士川町の箱原地区と鹿島地区を結ぶ、富士川に架かる橋である。

## 概要
富士川町の鹿島地区は富士川沿いを除いた3方向を西八代郡市川三郷町に囲まれているが、険しい山に囲まれており、鹿島地区と市川三郷町を結ぶ車道は皆無である。そのため現時点ではこの橋を渡って国道52号が通る箱原地区へ出ることが地区外へ出る唯一の交通経路となっている。
鹿島橋のあった場所はかつて「砥坂の渡し」（とさかのわたし）と呼ばれる渡し船があり、駿州往還が整備された際は鰍沢河岸方面から箱原までは西側を通り、箱原からこの渡し船を使い鹿島へ渡り、鹿島から岩間宿までは東岸を通るルートとなっている。その理由として箱原から南は「砥坂」（とさか）と呼ばれる断崖絶壁の要所であり、江戸時代には「新道切通」（しんみちきりとおし）が整備されたものの道幅が非常に狭く馬による通行が困難であったため「砥坂の渡し」は明治以降に拡幅されるまで重要な交通路となっていた。
最初の橋は1963年（昭和38年）に全長168mのトラス橋として架橋されたが橋巾が3.80mと狭く、普通車ですら対面通行が非常に困難であったこと、また歩道が分かれておらず危険な状態であったことから早急な架け替えが求められていた。その結果、最初の橋の南側に橋長202m、橋巾9.75mの歩車分離がされた桁橋が架橋され、2007年（平成19年）に開通し、現在に至っている（最初の橋は現在の橋が開通後閉鎖・解体され、その面影を見ることはできない）。
なお、鹿島橋架け替えと並行し鹿島地区と市川三郷町の落居地区にトンネルを掘削する計画があったが、事業計画の見直しにより中断している。